# 波氏掠蛛
波氏掠蛛（学名：Drassodes potanini）为平腹蛛科掠蛛属的动物。在中国大陆，分布于甘肃、内蒙古、河北等地。该物种的模式产地在甘肃、内蒙古。